# Fuzzball
Fuzzball è un videogioco a piattaforme pubblicato da System 3 nel 1991 in versione Amiga. Fu anche realizzata una conversione per Commodore 64, ma mai pubblicata.

## Trama
Un giovane apprendista mago entra in un castello a tarda notte, vuole aprire un misterioso forziere tramite un incantesimo letto in un libro di magie, ci riesce ma da esso escono strani esseri pelosi (Fluffies) che invadono tutto il castello. In quel momento appare il maestro del ragazzo il quale intima di rimettere tutte le cose a posto ripulendo le cinquanta stanze del castello dagli esseri usciti dal forziere, inoltre il mago trasforma il ragazzo in una palla pelosa, da qui il nome in inglese Fuzzball, promettendo di considerare di riportarlo alla forma umana in caso di successo.

## Modalità di gioco
Il videogioco è un classico platformer dove bisognerà colpire i nemici con uno sparo per eliminarli dal livello, raccogliere tutti i frutti e oggetti bonus e così proseguire al prossimo. Il videogioco comprende 50 livelli.